# Herbert Frankenhauser

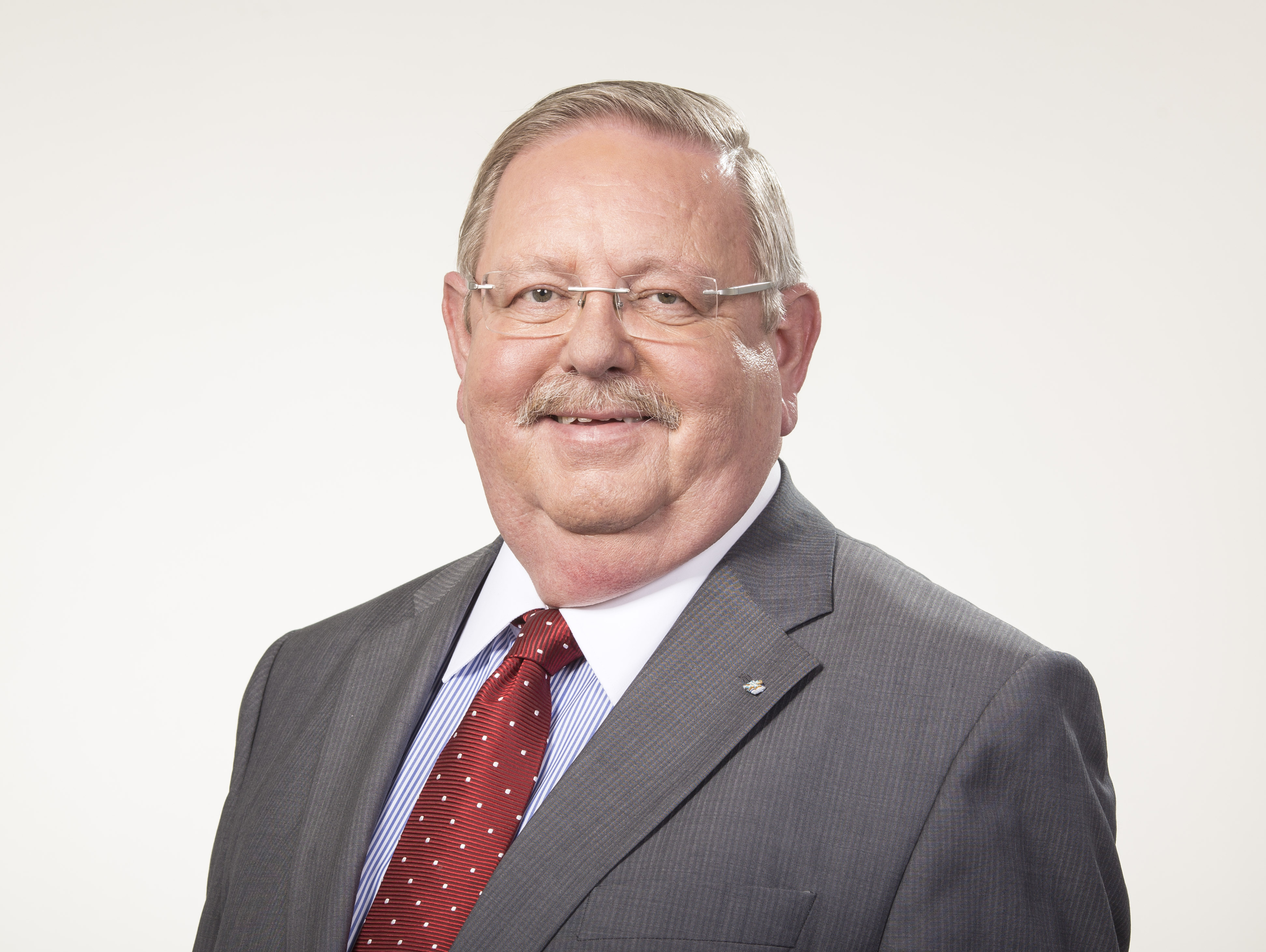
Herbert Frankenhauser (2012)

Herbert Frankenhauser (* 23. Juli 1945 in München; † 6. Mai 2020) war ein deutscher Politiker (CSU). Er war von 1990 bis 2013 Mitglied des Bundestages (Bundestagswahlkreis München-Ost) und dort zum Schluss stellvertretender Vorsitzender des Haushaltsausschusses.

## Leben und Beruf
Frankenhauser absolvierte eine Lehre zum Industriekaufmann und war anschließend bei der Niederlassung der Mercedes-Benz AG in München tätig. Er war Ehrenpräsident des Deutschen Instituts für Reines Bier e. V.
Herbert Frankenhauser war katholisch, verheiratet und Vater einer Tochter.

## Politische Tätigkeit
Frankenhauser trat 1965 in die CSU ein. 
Von 1972 bis 1991 gehörte er dem Münchner Stadtrat an und war hier von 1982 bis 1991 Vorsitzender der CSU-Stadtratsfraktion. 
Seit 1990 war er Mitglied des Deutschen Bundestages und dort ab November 2005 stellvertretender Vorsitzender des Haushaltsausschusses. Herbert Frankenhauser ist stets mit einem Direktmandat des Bundestagswahlkreises München-Ost in den Bundestag eingezogen. Bei der Bundestagswahl 2009 erreichte er hier 36,3 % der Erststimmen. Sein Nachfolger im Wahlkreis wurde bei der Bundestagswahl vom 22. September 2013 der damals 28-jährige Wolfgang Stefinger (CSU) mit 44,7 % Erststimmen.
2003 wurde er vom Bundestag zum deutschen Vertreter in der Parlamentarischen Versammlung des Europarates gewählt. Gleichzeitig erfolgte die Wahl zum deutschen Vertreter in die Versammlung der Westeuropäischen Union.

## Ehrungen und Auszeichnungen
- 1985: Medaille München leuchtet in Gold[5]
- 1998: Bundesverdienstkreuz am Bande[6]
- 2006: Bayerischer Verdienstorden